# 1691
Portal Geschichte | Portal Biografien | Aktuelle Ereignisse | Jahreskalender | Tagesartikel

◄ |
16. Jahrhundert |
17. Jahrhundert
| 18. Jahrhundert | ►

◄ |
1660er |
1670er |
1680er |
1690er
| 1700er | 1710er | 1720er | ►

◄◄ |
◄ |
1687 |
1688 |
1689 |
1690 |
1691
| 1692 | 1693 | 1694 | 1695 | ► | ►►
Staatsoberhäupter  · Nekrolog   · Musikjahr
| Januar | Januar | Januar | Januar | Januar | Januar | Januar | Januar |
| Kw     | Mo     | Di     | Mi     | Do     | Fr     | Sa     | So     |
| 1      | 1      | 2      | 3      | 4      | 5      | 6      | 7      |
| 2      | 8      | 9      | 10     | 11     | 12     | 13     | 14     |
| 3      | 15     | 16     | 17     | 18     | 19     | 20     | 21     |
| 4      | 22     | 23     | 24     | 25     | 26     | 27     | 28     |
| 5      | 29     | 30     | 31     |        |        |        |        |
| ------ | ------ | ------ | ------ | ------ | ------ | ------ | ------ |

| Februar | Februar | Februar | Februar | Februar | Februar | Februar | Februar |
| Kw      | Mo      | Di      | Mi      | Do      | Fr      | Sa      | So      |
| 5       |         |         |         | 1       | 2       | 3       | 4       |
| 6       | 5       | 6       | 7       | 8       | 9       | 10      | 11      |
| 7       | 12      | 13      | 14      | 15      | 16      | 17      | 18      |
| 8       | 19      | 20      | 21      | 22      | 23      | 24      | 25      |
| 9       | 26      | 27      | 28      |         |         |         |         |
| ------- | ------- | ------- | ------- | ------- | ------- | ------- | ------- |

| März | März | März | März | März | März | März | März |
| Kw   | Mo   | Di   | Mi   | Do   | Fr   | Sa   | So   |
| 9    |      |      |      | 1    | 2    | 3    | 4    |
| 10   | 5    | 6    | 7    | 8    | 9    | 10   | 11   |
| 11   | 12   | 13   | 14   | 15   | 16   | 17   | 18   |
| 12   | 19   | 20   | 21   | 22   | 23   | 24   | 25   |
| 13   | 26   | 27   | 28   | 29   | 30   | 31   |      |
| ---- | ---- | ---- | ---- | ---- | ---- | ---- | ---- |

| April | April | April | April | April | April | April | April |
| Kw    | Mo    | Di    | Mi    | Do    | Fr    | Sa    | So    |
| 13    |       |       |       |       |       |       | 1     |
| 14    | 2     | 3     | 4     | 5     | 6     | 7     | 8     |
| 15    | 9     | 10    | 11    | 12    | 13    | 14    | 15    |
| 16    | 16    | 17    | 18    | 19    | 20    | 21    | 22    |
| 17    | 23    | 24    | 25    | 26    | 27    | 28    | 29    |
| 18    | 30    |       |       |       |       |       |       |
| ----- | ----- | ----- | ----- | ----- | ----- | ----- | ----- |

| Mai | Mai | Mai | Mai | Mai | Mai | Mai | Mai |
| Kw  | Mo  | Di  | Mi  | Do  | Fr  | Sa  | So  |
| 18  |     | 1   | 2   | 3   | 4   | 5   | 6   |
| 19  | 7   | 8   | 9   | 10  | 11  | 12  | 13  |
| 20  | 14  | 15  | 16  | 17  | 18  | 19  | 20  |
| 21  | 21  | 22  | 23  | 24  | 25  | 26  | 27  |
| 22  | 28  | 29  | 30  | 31  |     |     |     |
| --- | --- | --- | --- | --- | --- | --- | --- |

| Juni | Juni | Juni | Juni | Juni | Juni | Juni | Juni |
| Kw   | Mo   | Di   | Mi   | Do   | Fr   | Sa   | So   |
| 22   |      |      |      |      | 1    | 2    | 3    |
| 23   | 4    | 5    | 6    | 7    | 8    | 9    | 10   |
| 24   | 11   | 12   | 13   | 14   | 15   | 16   | 17   |
| 25   | 18   | 19   | 20   | 21   | 22   | 23   | 24   |
| 26   | 25   | 26   | 27   | 28   | 29   | 30   |      |
| ---- | ---- | ---- | ---- | ---- | ---- | ---- | ---- |

| Juli | Juli | Juli | Juli | Juli | Juli | Juli | Juli |
| Kw   | Mo   | Di   | Mi   | Do   | Fr   | Sa   | So   |
| 26   |      |      |      |      |      |      | 1    |
| 27   | 2    | 3    | 4    | 5    | 6    | 7    | 8    |
| 28   | 9    | 10   | 11   | 12   | 13   | 14   | 15   |
| 29   | 16   | 17   | 18   | 19   | 20   | 21   | 22   |
| 30   | 23   | 24   | 25   | 26   | 27   | 28   | 29   |
| 31   | 30   | 31   |      |      |      |      |      |
| ---- | ---- | ---- | ---- | ---- | ---- | ---- | ---- |

| August | August | August | August | August | August | August | August |
| Kw     | Mo     | Di     | Mi     | Do     | Fr     | Sa     | So     |
| 31     |        |        | 1      | 2      | 3      | 4      | 5      |
| 32     | 6      | 7      | 8      | 9      | 10     | 11     | 12     |
| 33     | 13     | 14     | 15     | 16     | 17     | 18     | 19     |
| 34     | 20     | 21     | 22     | 23     | 24     | 25     | 26     |
| 35     | 27     | 28     | 29     | 30     | 31     |        |        |
| ------ | ------ | ------ | ------ | ------ | ------ | ------ | ------ |

| September | September | September | September | September | September | September | September |
| Kw        | Mo        | Di        | Mi        | Do        | Fr        | Sa        | So        |
| 35        |           |           |           |           |           | 1         | 2         |
| 36        | 3         | 4         | 5         | 6         | 7         | 8         | 9         |
| 37        | 10        | 11        | 12        | 13        | 14        | 15        | 16        |
| 38        | 17        | 18        | 19        | 20        | 21        | 22        | 23        |
| 39        | 24        | 25        | 26        | 27        | 28        | 29        | 30        |
| --------- | --------- | --------- | --------- | --------- | --------- | --------- | --------- |

| Oktober | Oktober | Oktober | Oktober | Oktober | Oktober | Oktober | Oktober |
| Kw      | Mo      | Di      | Mi      | Do      | Fr      | Sa      | So      |
| 40      | 1       | 2       | 3       | 4       | 5       | 6       | 7       |
| 41      | 8       | 9       | 10      | 11      | 12      | 13      | 14      |
| 42      | 15      | 16      | 17      | 18      | 19      | 20      | 21      |
| 43      | 22      | 23      | 24      | 25      | 26      | 27      | 28      |
| 44      | 29      | 30      | 31      |         |         |         |         |
| ------- | ------- | ------- | ------- | ------- | ------- | ------- | ------- |

| November | November | November | November | November | November | November | November |
| Kw       | Mo       | Di       | Mi       | Do       | Fr       | Sa       | So       |
| 44       |          |          |          | 1        | 2        | 3        | 4        |
| 45       | 5        | 6        | 7        | 8        | 9        | 10       | 11       |
| 46       | 12       | 13       | 14       | 15       | 16       | 17       | 18       |
| 47       | 19       | 20       | 21       | 22       | 23       | 24       | 25       |
| 48       | 26       | 27       | 28       | 29       | 30       |          |          |
| -------- | -------- | -------- | -------- | -------- | -------- | -------- | -------- |

| Dezember | Dezember | Dezember | Dezember | Dezember | Dezember | Dezember | Dezember |
| Kw       | Mo       | Di       | Mi       | Do       | Fr       | Sa       | So       |
| 48       |          |          |          |          |          | 1        | 2        |
| 49       | 3        | 4        | 5        | 6        | 7        | 8        | 9        |
| 50       | 10       | 11       | 12       | 13       | 14       | 15       | 16       |
| 51       | 17       | 18       | 19       | 20       | 21       | 22       | 23       |
| 52       | 24       | 25       | 26       | 27       | 28       | 29       | 30       |
| 1        | 31       |          |          |          |          |          |          |
| -------- | -------- | -------- | -------- | -------- | -------- | -------- | -------- |

| Januar | Januar | Januar | Januar | Januar | Januar | Januar | Januar |
| Kw     | Mo     | Di     | Mi     | Do     | Fr     | Sa     | So     |
| 1      | 1      | 2      | 3      | 4      | 5      | 6      | 7      |
| 2      | 8      | 9      | 10     | 11     | 12     | 13     | 14     |
| 3      | 15     | 16     | 17     | 18     | 19     | 20     | 21     |
| 4      | 22     | 23     | 24     | 25     | 26     | 27     | 28     |
| 5      | 29     | 30     | 31     |        |        |        |        |
| ------ | ------ | ------ | ------ | ------ | ------ | ------ | ------ |

| Februar | Februar | Februar | Februar | Februar | Februar | Februar | Februar |
| Kw      | Mo      | Di      | Mi      | Do      | Fr      | Sa      | So      |
| 5       |         |         |         | 1       | 2       | 3       | 4       |
| 6       | 5       | 6       | 7       | 8       | 9       | 10      | 11      |
| 7       | 12      | 13      | 14      | 15      | 16      | 17      | 18      |
| 8       | 19      | 20      | 21      | 22      | 23      | 24      | 25      |
| 9       | 26      | 27      | 28      |         |         |         |         |
| ------- | ------- | ------- | ------- | ------- | ------- | ------- | ------- |

| März | März | März | März | März | März | März | März |
| Kw   | Mo   | Di   | Mi   | Do   | Fr   | Sa   | So   |
| 9    |      |      |      | 1    | 2    | 3    | 4    |
| 10   | 5    | 6    | 7    | 8    | 9    | 10   | 11   |
| 11   | 12   | 13   | 14   | 15   | 16   | 17   | 18   |
| 12   | 19   | 20   | 21   | 22   | 23   | 24   | 25   |
| 13   | 26   | 27   | 28   | 29   | 30   | 31   |      |
| ---- | ---- | ---- | ---- | ---- | ---- | ---- | ---- |

| April | April | April | April | April | April | April | April |
| Kw    | Mo    | Di    | Mi    | Do    | Fr    | Sa    | So    |
| 13    |       |       |       |       |       |       | 1     |
| 14    | 2     | 3     | 4     | 5     | 6     | 7     | 8     |
| 15    | 9     | 10    | 11    | 12    | 13    | 14    | 15    |
| 16    | 16    | 17    | 18    | 19    | 20    | 21    | 22    |
| 17    | 23    | 24    | 25    | 26    | 27    | 28    | 29    |
| 18    | 30    |       |       |       |       |       |       |
| ----- | ----- | ----- | ----- | ----- | ----- | ----- | ----- |

| Mai | Mai | Mai | Mai | Mai | Mai | Mai | Mai |
| Kw  | Mo  | Di  | Mi  | Do  | Fr  | Sa  | So  |
| 18  |     | 1   | 2   | 3   | 4   | 5   | 6   |
| 19  | 7   | 8   | 9   | 10  | 11  | 12  | 13  |
| 20  | 14  | 15  | 16  | 17  | 18  | 19  | 20  |
| 21  | 21  | 22  | 23  | 24  | 25  | 26  | 27  |
| 22  | 28  | 29  | 30  | 31  |     |     |     |
| --- | --- | --- | --- | --- | --- | --- | --- |

| Juni | Juni | Juni | Juni | Juni | Juni | Juni | Juni |
| Kw   | Mo   | Di   | Mi   | Do   | Fr   | Sa   | So   |
| 22   |      |      |      |      | 1    | 2    | 3    |
| 23   | 4    | 5    | 6    | 7    | 8    | 9    | 10   |
| 24   | 11   | 12   | 13   | 14   | 15   | 16   | 17   |
| 25   | 18   | 19   | 20   | 21   | 22   | 23   | 24   |
| 26   | 25   | 26   | 27   | 28   | 29   | 30   |      |
| ---- | ---- | ---- | ---- | ---- | ---- | ---- | ---- |

| Juli | Juli | Juli | Juli | Juli | Juli | Juli | Juli |
| Kw   | Mo   | Di   | Mi   | Do   | Fr   | Sa   | So   |
| 26   |      |      |      |      |      |      | 1    |
| 27   | 2    | 3    | 4    | 5    | 6    | 7    | 8    |
| 28   | 9    | 10   | 11   | 12   | 13   | 14   | 15   |
| 29   | 16   | 17   | 18   | 19   | 20   | 21   | 22   |
| 30   | 23   | 24   | 25   | 26   | 27   | 28   | 29   |
| 31   | 30   | 31   |      |      |      |      |      |
| ---- | ---- | ---- | ---- | ---- | ---- | ---- | ---- |

| August | August | August | August | August | August | August | August |
| Kw     | Mo     | Di     | Mi     | Do     | Fr     | Sa     | So     |
| 31     |        |        | 1      | 2      | 3      | 4      | 5      |
| 32     | 6      | 7      | 8      | 9      | 10     | 11     | 12     |
| 33     | 13     | 14     | 15     | 16     | 17     | 18     | 19     |
| 34     | 20     | 21     | 22     | 23     | 24     | 25     | 26     |
| 35     | 27     | 28     | 29     | 30     | 31     |        |        |
| ------ | ------ | ------ | ------ | ------ | ------ | ------ | ------ |

| September | September | September | September | September | September | September | September |
| Kw        | Mo        | Di        | Mi        | Do        | Fr        | Sa        | So        |
| 35        |           |           |           |           |           | 1         | 2         |
| 36        | 3         | 4         | 5         | 6         | 7         | 8         | 9         |
| 37        | 10        | 11        | 12        | 13        | 14        | 15        | 16        |
| 38        | 17        | 18        | 19        | 20        | 21        | 22        | 23        |
| 39        | 24        | 25        | 26        | 27        | 28        | 29        | 30        |
| --------- | --------- | --------- | --------- | --------- | --------- | --------- | --------- |

| Oktober | Oktober | Oktober | Oktober | Oktober | Oktober | Oktober | Oktober |
| Kw      | Mo      | Di      | Mi      | Do      | Fr      | Sa      | So      |
| 40      | 1       | 2       | 3       | 4       | 5       | 6       | 7       |
| 41      | 8       | 9       | 10      | 11      | 12      | 13      | 14      |
| 42      | 15      | 16      | 17      | 18      | 19      | 20      | 21      |
| 43      | 22      | 23      | 24      | 25      | 26      | 27      | 28      |
| 44      | 29      | 30      | 31      |         |         |         |         |
| ------- | ------- | ------- | ------- | ------- | ------- | ------- | ------- |

| November | November | November | November | November | November | November | November |
| Kw       | Mo       | Di       | Mi       | Do       | Fr       | Sa       | So       |
| 44       |          |          |          | 1        | 2        | 3        | 4        |
| 45       | 5        | 6        | 7        | 8        | 9        | 10       | 11       |
| 46       | 12       | 13       | 14       | 15       | 16       | 17       | 18       |
| 47       | 19       | 20       | 21       | 22       | 23       | 24       | 25       |
| 48       | 26       | 27       | 28       | 29       | 30       |          |          |
| -------- | -------- | -------- | -------- | -------- | -------- | -------- | -------- |

| Dezember | Dezember | Dezember | Dezember | Dezember | Dezember | Dezember | Dezember |
| Kw       | Mo       | Di       | Mi       | Do       | Fr       | Sa       | So       |
| 48       |          |          |          |          |          | 1        | 2        |
| 49       | 3        | 4        | 5        | 6        | 7        | 8        | 9        |
| 50       | 10       | 11       | 12       | 13       | 14       | 15       | 16       |
| 51       | 17       | 18       | 19       | 20       | 21       | 22       | 23       |
| 52       | 24       | 25       | 26       | 27       | 28       | 29       | 30       |
| 1        | 31       |          |          |          |          |          |          |
| -------- | -------- | -------- | -------- | -------- | -------- | -------- | -------- |

## Ereignisse

### Politik und Weltgeschehen

#### Großer Türkenkrieg

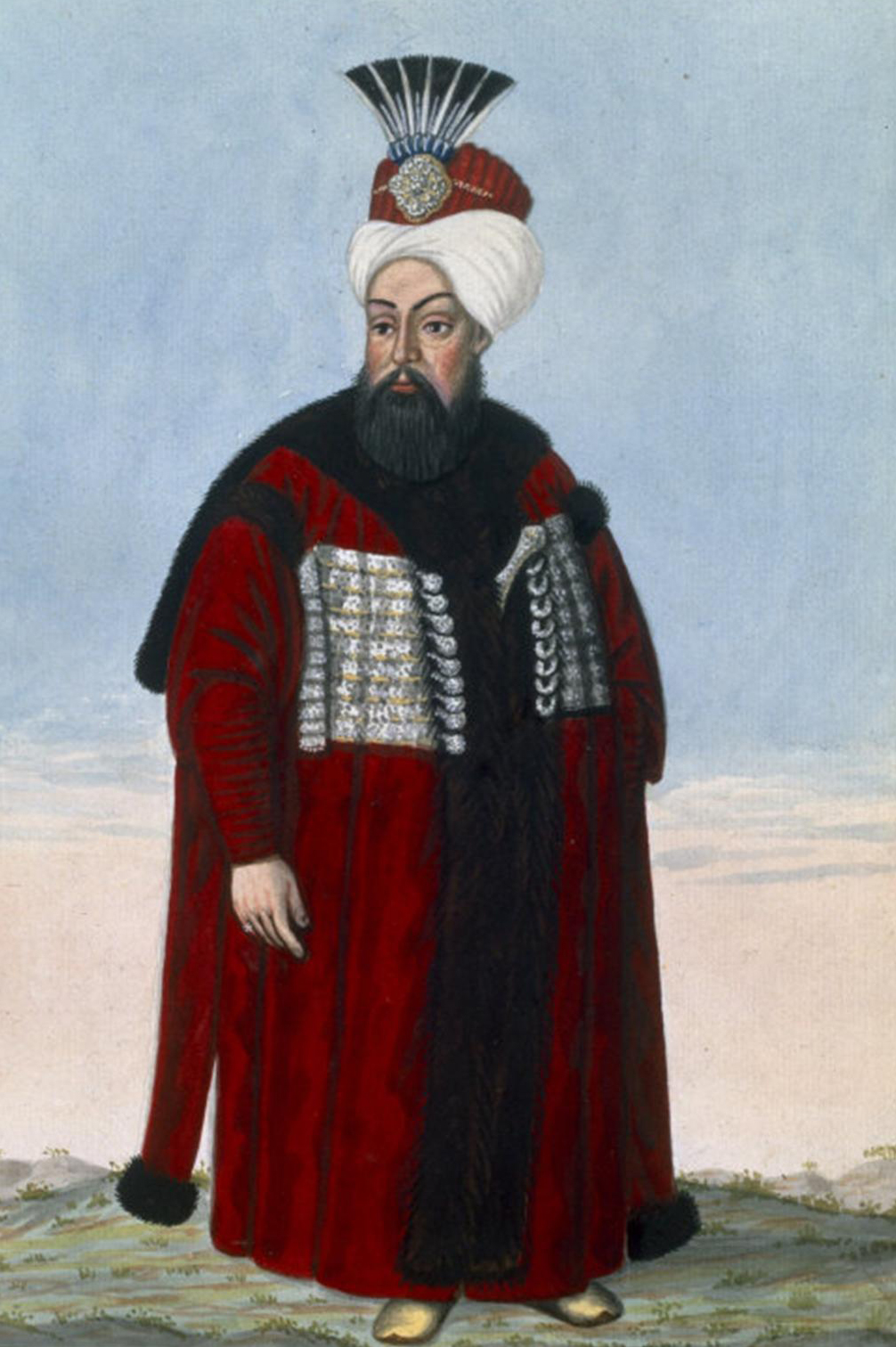
Ahmed II.

- 23. Juni: Nach dem Tod von Süleyman II. wird sein Bruder Ahmed II. Sultan des Osmanischen Reiches.
- 19. August: In der Schlacht bei Slankamen erleiden die Osmanen durch ein kaiserliches Heer eine bedeutsame Niederlage. Markgraf Ludwig Wilhelm von Baden-Baden besiegt mit seinen Truppen jene des gegnerischen Feldherrn Köprülü Fazıl Mustafa, der zu Tode kommt. Das kaiserliche Heer kann sich damit aus der osmanischen Umklammerung befreien. Bereits am folgenden Tag wird der junge Offizier Karl von Vaudemont, der sich im Kampf ausgezeichnet hat, mit einem kurzen Bericht nach Wien geschickt.
- Obwohl die Festung Belgrad nunmehr kaum durch osmanische Truppen gedeckt ist, hält sich Ludwig von Baden für zu schwach, um den Ort einzunehmen, zumal nach dem Verlust seiner Donau-Flottille eine gesicherte Versorgung des Heeres unmöglich scheint. Stattdessen ziehen sich die Kaiserlichen zunächst über die Donau nach Norden zurück.

#### Britische Inseln

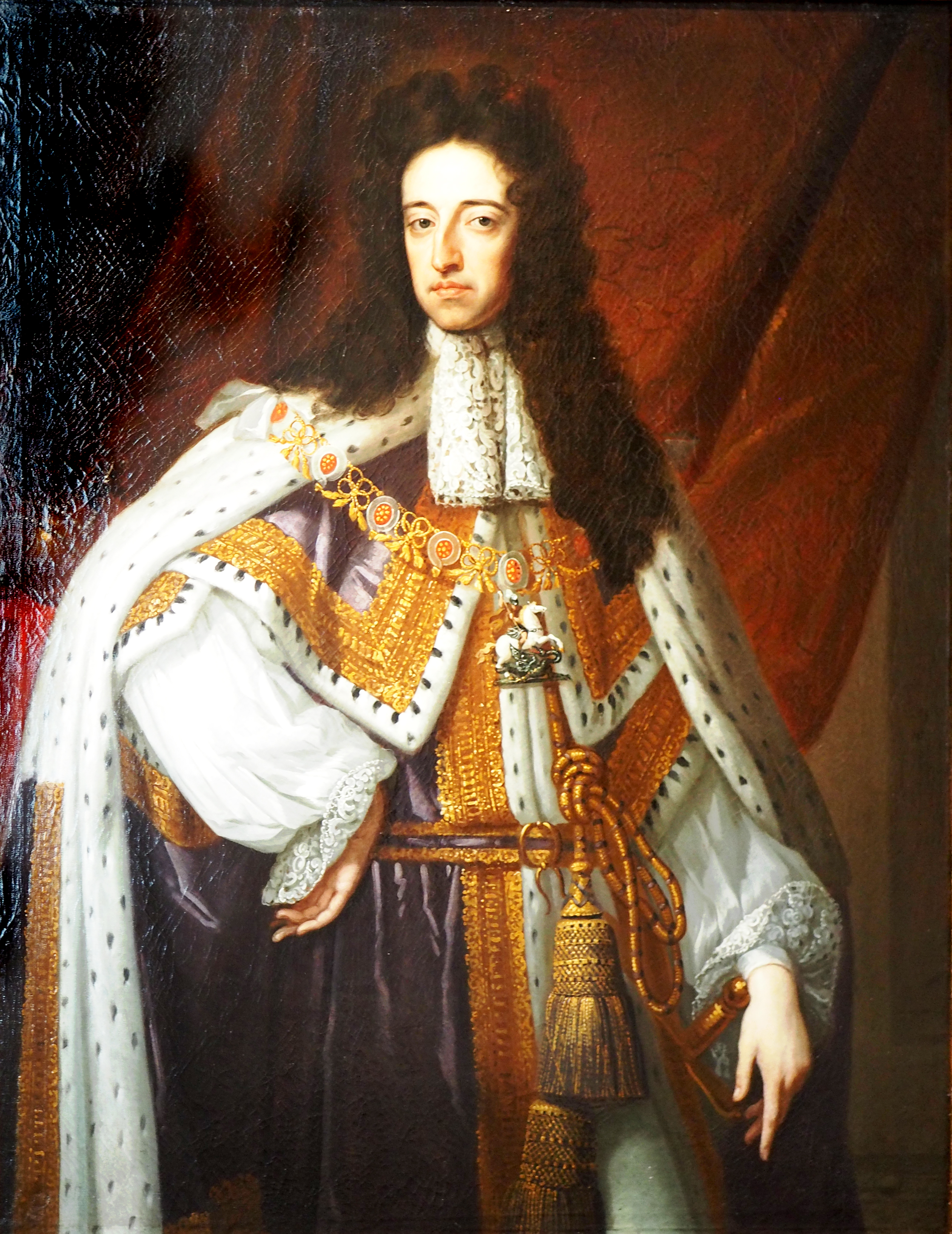
Wilhelm III. von Godfrey Kneller, um 1690

- 22. Juli: Die Schlacht von Aughrim ist die entscheidende Schlacht des Jakobitenaufstandes in Irland. Die Truppen Wilhelms III. von Oranien-Nassau besiegen die jakobitischen Einheiten unter Charles Chalmont, Marquis de St. Ruth, der in der Schlacht fällt. Die Schlacht gilt als eine der blutigsten auf irischem Grund; mehr als 7000 Menschen werden getötet. Sie bedeutet das praktische Ende des Jakobismus in Irland, auch wenn die Stadt Limerick noch bis Herbst der Belagerung standhält. Die französischen Verbündeten der Iren müssen sich weitestgehend von der irischen Front zurückziehen.
- August – Oktober: Die zweite Belagerung von Limerick endet mit der Kapitulation der von den Jakobiten gehaltenen Stadt gegenüber den Truppen Wilhelms von Oranien.
- 3. Oktober: Mit dem Vertrag von Limerick wird der sogenannte Krieg der zwei Könige beendet, bei dem Anhänger des in Folge der Glorious Revolution abgesetzten König Jakob II. gegen die Truppen Wilhelms von Oranien kämpften.

#### Pfälzischer Erbfolgekrieg
- 15. März bis 10. April: Die Belagerung von Mons endet mit der Übergabe der Stadt an die von Sébastien Le Prestre de Vauban geführten französischen Belagerungstruppen Ludwigs XIV.
- 28. Juni: Vivien de Bulonde bricht die Belagerung von Cuneo nach kurzer Zeit ab, als sich Truppen der Augsburger Allianz unter Prinz Eugen von Savoyen nähern.

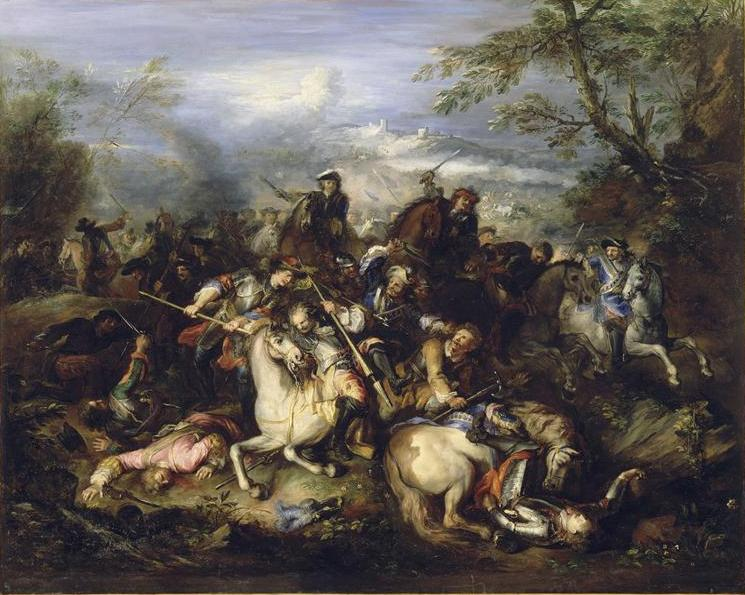
Joseph Parrocel: Schlacht bei Leuze

- 18. September: Die Schlacht bei Leuze endet mit einem Sieg der Franzosen unter François-Henri de Montmorency-Luxembourg über ein niederländisches Heer unter Georg Friedrich, Fürst zu Waldeck.

#### Sachsen
- 2. August: Friedrich II. folgt seinem verstorbenen Vater Friedrich I. als Herzog von Sachsen-Gotha-Altenburg.
- 12. September: Thronwechsel in Kursachsen. Auf Johann Georg III. folgt sein Sohn Johann Georg IV. als Kurfürst.
- 18. Oktober: Christian II. folgt seinem verstorbenen Vater Christian I. als zweiter Herzog von Sachsen-Merseburg.

#### Karibik
- Die Stadt Christiansfort auf der Karibikinsel Saint Thomas in Dänisch-Westindien wird in Charlotte Amalie umbenannt.

#### Nordamerikanische Kolonien
- 17. Mai: Jakob Leisler wird als Folge von Leisler’s Rebellion in New York wegen Hochverrats hingerichtet.

#### Indischer Ozean
- Französische Hugenotten unter der Leitung von François Leguat versuchen auf der Insel Rodrigues einen Staat namens Eden zu gründen, doch kommen nur acht von ihnen auf der Insel an.

#### Asien
- Mai: Im Lamakloster Huizong findet das Dolon-Bündnistreffen statt, bei dem die chinesische Oberherrschaft der Qing-Dynastie durch die Chalcha (Khalkha) offiziell anerkannt wird. Zum Andenken daran lässt der Mandschu-Kaiser Kangxi für 100.000 Tael das Kloster errichten, das in jenen Jahren angeblich nur dem Potala-Palast nachsteht.

### Wissenschaft und Kultur

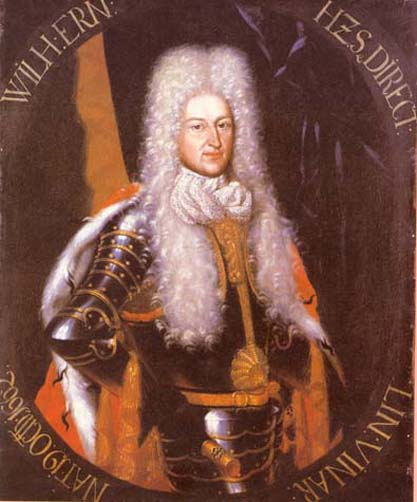
Herzog Wilhelm Ernst von Sachsen-Weimar-Eisenach

- Die später nach Herzogin Anna Amalia von Sachsen-Weimar-Eisenach benannte Herzogin Anna Amalia Bibliothek wird in Weimar von Herzog Wilhelm Ernst von Sachsen-Weimar gegründet, als er seine gesammelten 1.400 Bücher der Öffentlichkeit zugänglich macht. In den folgenden dreißig Jahren steigt der Bestand der vorläufig im Residenzschloss untergebrachten Bibliothek auf 11.000 Exemplare an.

### Kultur
- Jean Racines letzte Tragödie Athalie hat ihre Uraufführung.

### Religion

Wappen Innozenz XII.

- 12. Juli: Antonio Pignatelli wird als Kompromisskandidat zweier starker Fraktionen Papst als Nachfolger des am 1. Februar in Rom verstorbenen Alexander VIII. Er wählt für die Dauer seines Pontifikats den Namen Innozenz XII. Sein Pontifikat beginnt Innozenz mit verschiedenen Reformen: So reformiert er mit der Bulle Romanum decet Pontificem den Kirchenstaat, indem er die Ausstattung von päpstlichen Verwandten mit Ämtern einschränkt. Außerdem legt er den letzten Tag eines Jahres auf den 31. Dezember – benannt nach Papst Silvester I. – und den ersten Tag eines Jahres auf den 1. Januar – als Neujahrstag – verbindlich fest. Bis zu diesem Zeitpunkt galt der 6. Januar als Jahresbeginn und der 24. Dezember als Jahresende, die „Zeit zwischen den Jahren“ war eine „tote Zeit“.

### Katastrophen

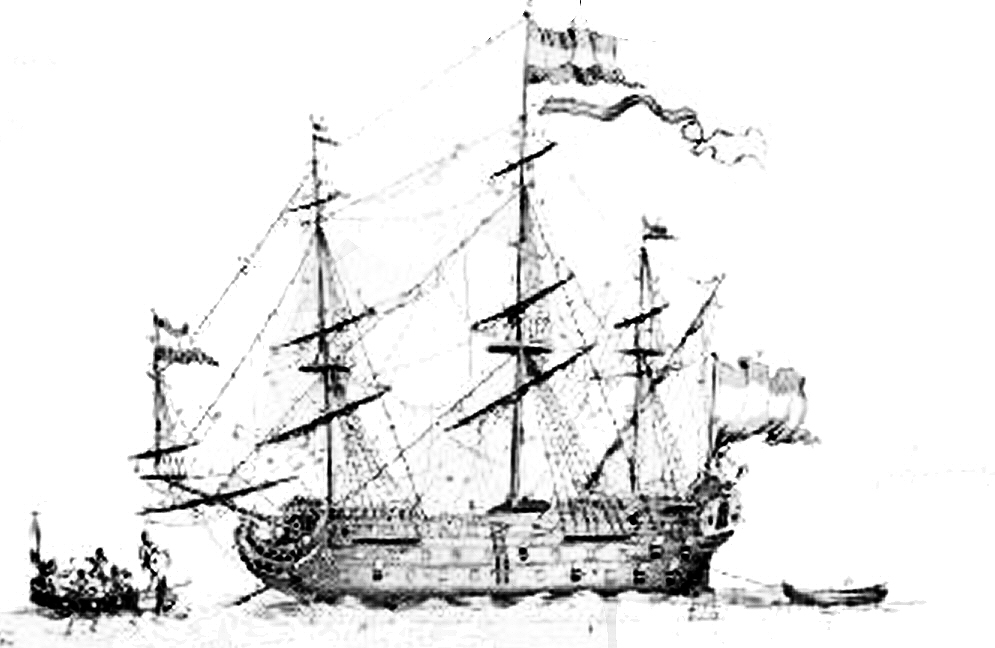
Zeichnung der HMS Coronation

- 3. September: Die beiden englischen Linienschiffe HMS Coronation und HMS Harwich gehen durch Strandung verloren, als sie während eines schweren Sturms versuchen, in den Plymouth Sound einzulaufen. Dabei sterben etwa 1.000 Seeleute, nur eine Handvoll Besatzungsmitglieder kann sich retten.

## Geboren
- 11. Januar: Hans Jakob Schulthess, Schweizer evangelischer Geistlicher und Pietist († 1761)
- 09. Februar: Johann Gottlieb Tamitius, deutscher Orgelbauer († 1769)
- 22. Februar: Johann Kaspar Wetzel, deutscher evangelischer Theologe, Hymnologe und Kirchenlieddichter († 1755)
- 18. März: Michael Adolf Siebenhaar, deutscher Zeichner und Maler († 1751)
- 20. März: Dorothea Wilhelmine von Sachsen-Zeitz, Landgräfin von Hessen-Kassel († 1743)
- 31. März: Johann Georg Dominikus Grasmair, Tiroler Maler († 1751)
- 02. April: Christian Ernst zu Stolberg-Wernigerode, Graf zu Stolberg-Wernigerode († 1771)
- 05. April: Ludwig VIII., Landgraf von Hessen-Darmstadt († 1768)
- 05. April: Franz Joseph Spiegler, deutscher Maler († 1757)
- 09. April: Johann Matthias Gesner, deutscher Sprachforscher († 1761)
- 09. April: Paul Egell, deutscher Bildhauer († 1752)
- 27. April: August I., Prinz von Schwarzburg-Sondershausen († 1750)
- 29. April: Ulrich Friedrich von Suhm, Diplomat und ein Freund Friedrichs des Großen († 1740)
- 25. Mai: Johann Thomas Wagner, deutscher Bildhauer († 1769)
- 03. Juni: Joachim Arndt Saltzmann, königlicher Hofgärtner im Schloss Charlottenburg († 1771)
- 17. Juni: Giovanni Paolo Pannini, italienischer Maler und Architekt († 1765)
- 30. Juni: Friedrich Albrecht Augusti, deutscher Theologe und Geistlicher († 1782)
- 12. Juli: Petro Kalnyschewskyj, Ataman der Saporoger Kosaken und Heiliger der Ukrainisch-Orthodoxen Kirche († 1803)
- 14. Juli: Johann Wolfgang von Flüe, Schweizer Offizier und Politiker († 1754)
- 25. Juli: Johannes Kohlhaas der Ältere, deutscher Orgelbauer († 1757)
- 15. August: Johann Peter Reusch, deutscher Philosoph und lutherischer Theologe († 1758)
- 25. August: Alessandro Galilei, italienischer Architekt († 1737)
- 28. August: Elisabeth Christine von Braunschweig-Wolfenbüttel, deutsche Königin und Kaiserin, Erzherzogin von Österreich († 1750)
- 28. August: Dominikus Moling, ladinischer Bildhauer († 1761)
- 21. September: Jakob Hendrik Croeser, niederländischer Mediziner († 1753)
- 28. September: Martin Biterich, deutscher Bildhauer († 1759)
- 18. Oktober: Hedwig Friederike von Württemberg-Weiltingen, Fürstin von Anhalt-Zerbst († 1752)
- 30. Oktober: Katharina Iwanowna, Herzogin von Mecklenburg-Schwerin († 1733)
- 09. November: Christoph Langhansen, deutscher Mathematiker und lutherischer Theologe († 1770)
- 27. November: Josef Antonín Planický, tschechischer Komponist († 1732)

## Gestorben

### Erstes Halbjahr
- 10. Januar: Wolf Caspar von Klengel, Architekt und Baumeister aus Sachsen (* 1630)
- 13. Januar: George Fox, englischer Prediger und einer der Gründerväter der Quäker (* 1624)
- 20. Januar: Achilles Kern, deutscher Bildhauer (* 1607)
- 23. Januar: Wilhelm Moritz, Fürst von Nassau-Siegen (* 1649)

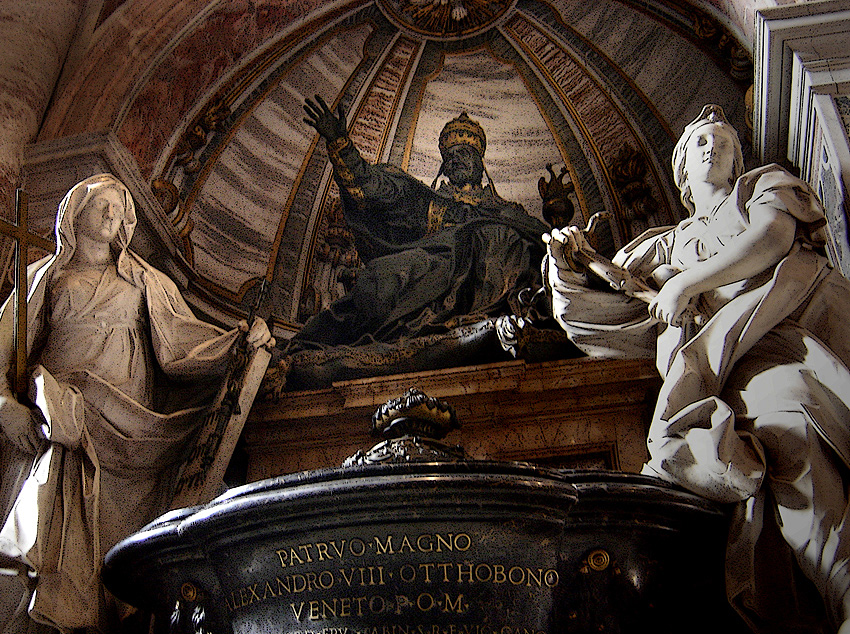
Grabmal Alexanders VIII. in der Basilica des Petersdoms

- 01. Februar: Alexander VIII., Papst von 1689 bis 1691 (* 1610)
- 04. Februar: Paul Ammann, deutscher Mediziner und Botaniker (* 1634)
- 12. Februar: Lorenz von der Auferstehung, französischer Karmelit, geistlicher Schriftsteller und Mystiker (* 1614)
- 05. März: Jean-Jacques Renouard de Villayer, französischer Jurist und Postpionier (* 1607)
- 15. März: Anna Salome von Manderscheid-Blankenheim, Äbtissin des Frauenstifts Thorn und Fürstäbtissin des Stifts Essen (* 1628)
- 28. März: Philipp Jakob Baudrexel, deutscher Theologen, Komponist, Hof- und Domkapellmeister (* 1627)
- 03. April: Jean Petitot, Schweizer Miniaturenmaler (* 1607)
- 12. April: Daniel Christoph Beckher, deutscher Mediziner (* 1658)
- 13. April: Thomas Bromley, englischer Mystiker (* 1629)
- 13. April: Melchor de Navarra y Rocafull, spanischer Kolonialverwalter und Vizekönig von Peru (* 1626)
- 16. April: Johann Heinrich Kydt, Schweizer römisch-katholischer Geistlicher und Autor (* 1634)
- 23. April: Jean-Henri d’Anglebert, französischer Komponist, Cembalist und Organist (* 1629)
- 000April: Charles François d’Angennes, Marquis von Maintenon (* 1648)
- 02. Mai: Konstantin Ziegra, deutscher Physiker und lutherischer Theologe (* 1617)
- 17. Mai: Jakob Leisler, deutsch-amerikanischer Kolonist und Aufständischer (* um 1640)
- 23. Mai: Adrien Auzout, französischer Physiker und Astronom (* 1622)
- 29. Mai: Cornelis Tromp, niederländischer Marineoffizier (* 1629)
- 23. Juni: Süleyman II., 1687 bis 1691 Sultan des Osmanischen Reiches (* 1642)

### Zweites Halbjahr
- 02. Juli: Marc’Antonio Pasqualini, italienischer Sopran-Kastrat (* 1614)
- 16. Juli: François Michel Le Tellier de Louvois, französischer Staatsmann und Kriegsminister (* 1641)
- 17. Juli: Heinrich Ammersbach, deutscher Pfarrer und Schriftsteller (* 1632)
- 23. Juli: Henry Sloughter, englischer Kolonialgouverneur der Provinz New York
- 30. Juli: Daniel Georg Morhof, namhafter Literarhistoriker und Polyhistor (* 1639)
- 01. August: Marie de Hautefort, französische Adelige, enge Vertraute und Freundin von König Ludwig XIII. (* 1616)
- 02. August: Friedrich I., Herzog von Sachsen-Gotha-Altenburg (* 1646)
- 14. August: Richard Talbot, 1. Earl of Tyrconnell, Lord Deputy of Ireland (* 1630)
- 19. August: Köprülü Fazıl Mustafa, Großwesir des Osmanischen Reiches (* 1637)
- 19. August: Adam Zrinski, kroatischer Adeliger und kaiserlicher Offizier (* 1662)
- 22. August: Georg Green, deutscher lutherischer Theologe, Poet und Historiker (* 1636)
- 25. August: Philipp Karl Franz von Arenberg, Herzog von Arenberg und Herzog von Aarschot (* 1663)
- 31. August: Johann Heinrich von Dünewald, österreichischer Generalfeldmarschall der Kavallerie (* 1617)
- 10. September: Erich Mauritius, deutscher Rechtswissenschaftler (* 1631)
- 19. September: François d’Aubusson de La Feuillade, Marschall von Frankreich (* 1631)
- 22. September: Johann Georg III., Fürst aus dem Hause Wettin (albertinische Linie) (* 1647)
- 30. September: Catharina Hooft, niederländische Patrizierin und Persönlichkeit aus dem Goldenen Zeitalter der Niederlande (* 1618)
- 08. Oktober: Daniel Horthemels, niederländischer Buchhändler und Verleger (* vor 1655)
- 11. Oktober: Israël Silvestre, französischer Maler und Kupferstecher (* 1621)
- 12. Oktober: Hannibal von Degenfeld, schwäbischer Heerführer (* 1648)
- 15. Oktober: Johann König, deutscher Orgelbauer (* 1639)
- 18. Oktober: Christian I., Herzog von Sachsen-Merseburg (* 1615)
- 08. Dezember: Michel Le Clerc, französischer Bühnenautor (* 1622)
- 15. Dezember: Hendrik Adriaan van Rheede tot Draakenstein, niederländischer Gouverneur von Cochin (* 1636)

### Genaues Todesdatum unbekannt
- Christine von Ahlefeldt, Oberhofmeisterin und Ministerin der Kurfürstin von Sachsen (* 1643)
- João Ferreira de Almeida, portugiesischer Missionar und Übersetzer (* 1628)